# Fritz Spindler

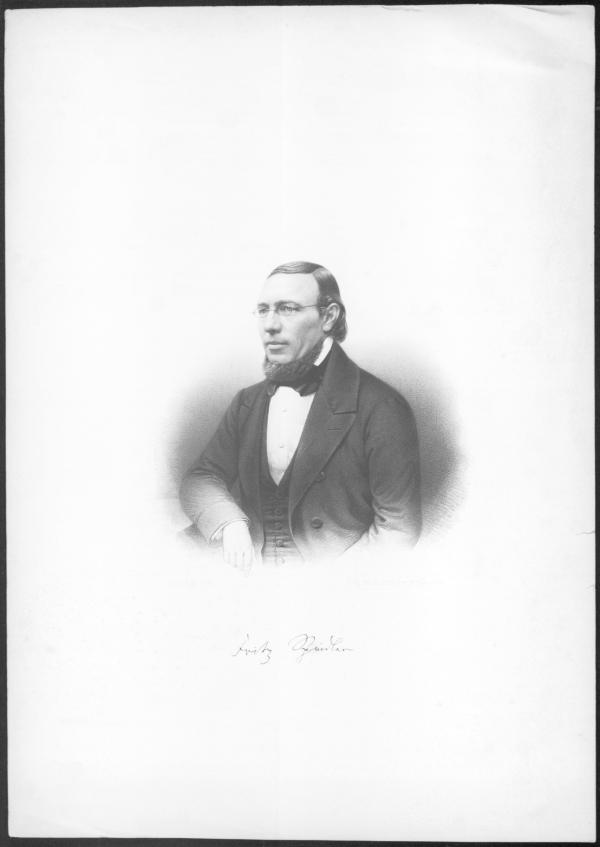
Fritz Spindler, Lithografie von M. Golde

Fritz Spindler (* 24. November 1816 in Wurzbach, Reuß-Lobenstein; † 27. Dezember 1905 in Niederlößnitz) war ein deutscher Pianist und Komponist („Tonkünstler“).

## Leben
Fritz Spindler, gebürtig Johann Friedrich Wilhelm Spindler, wollte ursprünglich Pfarrer werden und studierte zunächst Evangelische Theologie, gab dies jedoch zugunsten seiner Liebe zur Musik auf. In Dessau studierte er Klavier bei Friedrich Schneider und widmete sich danach dem Lehren und der Komposition. Im Jahr 1841 ließ Spindler sich in Dresden nieder und veröffentlichte über vierhundert Kompositionen, die meisten davon für Klavier geschrieben. Darunter waren auch zahlreiche Fantasien über Themen aus Opern von Richard Wagner.
Spätestens ab 1889 war Spindler in Niederlößnitz ansässig, wo ihn das Adressbuch als Mieter, wohnhaft in der Weststraße 9 (heute Heinrich-Heine-Straße 8), ausweist. Zum Zeitpunkt seines Todes zuhause wohnte Spindler als Witwer in der heute denkmalgeschützten Villa in der Heinrich-Heine-Straße 8 zusammen mit seiner Tochter Johanna Gabriele Spindler, einer Gesangslehrerin. Der Maler Erwin Spindler (1860–1926) war das elfte seiner Kinder, seine Tochter Hildegard Spindler war Pianistin.

## Werke (Auszug)
- Wellenspiel Op. 6
- Maiglöckchen Op. 44
- 1. Sinfonie h-moll Op. 60
- Wiesenblumen Op. 65
- Stücke aus R. Wagner’s Tannhäuser Op. 94 (In Kooperation mit Richard Wagner)
- Murmelnder Bach Op. 113
- Die Klosterglocke Op. 116
- Wilde Rosen. 3 Tonstücke für Piano Op. 120 No. 3 (1860)
- La Jardiniere Op. 124 (1860)
- Der Angriff der Husaren Op. 140 (1861)
- 2. Sinfonie c-moll Op. 150
- Sonatina in C Op. 157 No. 4
- Moldauisches Lied von D.F. für Piano übertragen Op. 193 (1872)
- Tanzweisen für Piano Op. 237 No. 2 (ca. 1875)
- Der Silberne Bach Op. 254
- Der Bach Op. 258
- O Sanctissima Op. 302
- Sonata für Horn und Piano Op. 347 (1884)
- 5 Immortellen
- Trompeten-Serenade
- Lied ohne Worte
- Zehn Weihnachtsstücke für Pianoforte Op. 302
- Opern-Album. Fantasien über beliebte Opern für Pianoforte Solo, 2 Bände, neu revidierte Ausgabe in der Edition Peters Nr. 1548/1549
- Kriegerleben. Werk 140. Fünf Tonbilder für Piano. Nr. 3: Husarenritt. Für Piano zu 4 Händen arrang. von Theodor Herbert